# Prionopetalum coronatum
Prionopetalum coronatum är en mångfotingart som beskrevs av Kraus 1958. Prionopetalum coronatum ingår i släktet Prionopetalum och familjen Odontopygidae. Inga underarter finns listade i Catalogue of Life.